# Elecciones regionales de Perú de 1990
Las elecciones regionales de Perú de 1990 se celebraron el 8 de abril para elegir a los diputados regionales de las Asambleas Regionales en los departamentos de Áncash, Ayacucho, Cajamarca, Cusco, Huánuco, Ica, Junín, La Libertad y Lambayeque. Estas elecciones se celebraron simultáneamente con las elecciones generales en todo el país.

## Bases legales
La Constitución de 1979 creó los gobiernos regionales y sus instituciones (la Asamblea Regional, el Consejo Regional y la Presidencia del Consejo) en su artículo 264. Sin embargo, su institucionalización recién llegó con la promulgación de la Ley N° 24650 (19 de marzo de 1987). La Asamblea Regional constituía el órgano legislativo y de dirección política regional. Sus miembros eran:
- Los alcaldes provinciales, elegidos mediante sufragio directo, secreto y universal en las elecciones municipales de 1989.
- Los delegados funcionales, elegidos de manera indirecta por candidatos electores provenientes de las organizaciones económicas, sociales y culturales de cada circunscripción electoral entre el 2 y 11 de noviembre de 1989.
- Los diputados regionales, elegidos de manera directa, por sufragio universal y secreto en las elecciones regionales de 1990.

La composición de las Asambleas Regionales se estableció de la siguiente manera:
| Región                       | Diputados regionales | Alcaldes provinciales | Delegados funcionales | Total |
| ---------------------------- | -------------------- | --------------------- | --------------------- | ----- |
| Amazonas                     | 8                    | 6                     | 6                     | 20    |
| Andrés Avelino Cáceres       | 27                   | 20                    | 20                    | 67    |
| Arequipa                     | 10                   | 8                     | 7                     | 25    |
| Chavín                       | 20                   | 19                    | 11                    | 50    |
| Grau                         | 13                   | 10                    | 10                    | 33    |
| Inka                         | 30                   | 23                    | 23                    | 76    |
| José Carlos Mariátegui       | 22                   | 17                    | 17                    | 56    |
| Libertadores-Wari            | 30                   | 23                    | 22                    | 75    |
| Nororiental del Marañón      | 30                   | 23                    | 23                    | 76    |
| Ucayali                      | 24                   | 18                    | 18                    | 60    |
| Víctor Raúl Haya de la Torre | 8                    | 4                     | 8                     | 20    |
| Total                        | 222                  | 171                   | 165                   | 558   |

## Sistema electoral
Los diputados de las Asambleas Regionales eran elegidos de manera directa, por sufragio universal y secreto mediante el sistema de cifra repartidora y el doble voto preferencial opcional. La ley señalaba que, para las primeras elecciones, se consideraba la circunscripción electoral departamental.  En las elecciones regionales de 1989 cinco regiones (Amazonas, Arequipa, Grau, José Carlos Mariátegui y Ucayali) eligieron a sus diputados regionales. En las regiones restantes, como indicaba la ley, la elección se realizó en conjunto con las elecciones generales.
| Región                       | Departamento | Escaños | Mapa |
| ---------------------------- | ------------ | ------- | ---- |
| Andrés Avelino Cáceres       | Huánuco      | 8       |      |
| Andrés Avelino Cáceres       | Junín        | 7       |      |
| Chavín                       | Áncash       | 21      |      |
| Inka                         | Cusco        | 10      |      |
| Libertadores-Wari            | Ayacucho     | 14      |      |
| Libertadores-Wari            | Ica          | 10      |      |
| Nororiental del Marañón      | Cajamarca    | 8       |      |
| Nororiental del Marañón      | Lambayeque   | 12      |      |
| Víctor Raúl Haya de la Torre | La Libertad  | 12      |      |

## Resultados

### Sumario nacional
| Partidos y coaliciones | Partidos y coaliciones                                        | Voto popular | Voto popular | Voto popular | Escaños | Escaños |
| Partidos y coaliciones | Partidos y coaliciones                                        | Votos        | %            | ±pp          | Total   | +/−     |
| ---------------------- | ------------------------------------------------------------- | ------------ | ------------ | ------------ | ------- | ------- |
|                        | Partido Aprista Peruano (APRA)                                | 614,311      | 39.12        | n/a          | 44      | n/a     |
|                        | Frente Democrático (Movimiento Libertad–PPC–AP)               | 371,906      | 23.68        | n/a          | 27      | n/a     |
|                        | Izquierda Unida (IU)                                          | 207,952      | 13.24        | n/a          | 15      | n/a     |
|                        | Cambio 90 (C90)                                               | 104,952      | 6.68         | n/a          | 6       | n/a     |
|                        | Izquierda Socialista (IS)                                     | 94,654       | 6.03         | n/a          | 3       | n/a     |
|                        | Frente Nacional de Trabajadores y Campesinos (Frenatraca)     | 37,157       | 2.37         | n/a          | 2       | n/a     |
|                        | Frente Popular Agrícola del Perú (Frepap)                     | 35,589       | 2.27         | n/a          | 1       | n/a     |
|                        | Unión Cívica Independiente                                    | 27,614       | 1.76         | n/a          | 1       | n/a     |
|                        | Frente de Desarrollo Regional                                 | 18,749       | 1.19         | n/a          | 0       | n/a     |
|                        | Movimiento Independiente Frente Agrario Democrático Atusparia | 11,067       | 0.71         | n/a          | 1       | n/a     |
|                        | Región Chavín                                                 | 10,704       | 0.68         | n/a          | 1       | n/a     |
|                        | Movimiento de Integración para el Desarrollo de Huánuco       | 8,016        | 0.51         | n/a          | 1       | n/a     |
|                        | Acuerdo Popular                                               | 5,329        | 0.34         | n/a          | 0       | n/a     |
|                        | Avanzada Democrática de Integración                           | 4,312        | 0.27         | n/a          | 0       | n/a     |
|                        | Agrupación Política Independiente Cooperación Nacional        | 4,121        | 0.26         | n/a          | 0       | n/a     |
|                        | Unión Democrática                                             | 4,059        | 0.26         | n/a          | 0       | n/a     |
|                        | Acción Cívica Magisterial                                     | 2,752        | 0.18         | n/a          | 0       | n/a     |
|                        | Frente Independiente de Renovación por el Cambio              | 1,793        | 0.11         | n/a          | 0       | n/a     |
|                        | Federación Pueblos Jóvenes de Lambayeque                      | 1,521        | 0.10         | n/a          | 0       | n/a     |
|                        | Movimiento de Independientes Peruano Andina Liberación        | 1,210        | 0.08         | n/a          | 0       | n/a     |
|                        | Movimiento Progresista Chimbotano                             | 1,016        | 0.07         | n/a          | 0       | n/a     |
|                        | Frente Independiente de Productores Agrarios                  | 594          | 0.04         | n/a          | 0       | n/a     |
|                        | Movimiento Social Independiente Defensores de la Nación Wanka | 583          | 0.04         | n/a          | 0       | n/a     |
|                        | Democrático Ancashino                                         | 529          | 0.03         | n/a          | 0       | n/a     |
|                        |                                                               |              |              |              |         |         |
| Total                  | Total                                                         | 1,570,490    |              |              | 102     | n/a     |
|                        |                                                               |              |              |              |         |         |
| Votos válidos          | Votos válidos                                                 | 1,570,490    | 66.54        | n/a          |         |         |
| Votos en blanco        | Votos en blanco                                               | 265,871      | 11.26        | n/a          |         |         |
| Votos nulos            | Votos nulos                                                   | 524,032      | 22.20        | n/a          |         |         |
| Votos emitidos         | Votos emitidos                                                | 2,360,393    | n/d          | n/a          |         |         |
| Abstenciones           | Abstenciones                                                  | n/d          | n/d          | n/a          |         |         |
| Votantes registrados   | Votantes registrados                                          | n/d          |              |              |         |         |
|                        |                                                               |              |              |              |         |         |
| Fuente:                |                                                               |              |              |              |         |         |

### Resultados por departamento

#### Áncash
| Partidos y coaliciones | Partidos y coaliciones                                        | Voto popular | Voto popular | Voto popular | Escaños | Escaños |
| Partidos y coaliciones | Partidos y coaliciones                                        | Votos        | %            | ±pp          | Total   | +/−     |
| ---------------------- | ------------------------------------------------------------- | ------------ | ------------ | ------------ | ------- | ------- |
|                        | Partido Aprista Peruano (APRA)                                | 76,634       | 39.94        | n/a          | 10      | n/a     |
|                        | Frente Democrático (Movimiento Libertad–PPC–AP)               | 41,742       | 21.76        | n/a          | 5       | n/a     |
|                        | Izquierda Unida (IU)                                          | 26,796       | 13.97        | n/a          | 3       | n/a     |
|                        | Izquierda Socialista (IS)                                     | 13,886       | 7.24         | n/a          | 1       | n/a     |
|                        | Movimiento Independiente Frente Agrario Democrático Atusparia | 11,067       | 5.77         | n/a          | 1       | n/a     |
|                        | Región Chavín                                                 | 10,704       | 5.58         | n/a          | 1       | n/a     |
|                        | Unión Cívica Independiente                                    | 3,814        | 1.99         | n/a          | 0       | n/a     |
|                        | Frente Popular Agrícola del Perú (Frepap)                     | 3,059        | 1.59         | n/a          | 0       | n/a     |
|                        | Frente Nacional de Trabajadores y Campesinos (Frenatraca)     | 1,576        | 0.82         | n/a          | 0       | n/a     |
|                        | Agrupación Política Independiente Cooperación Nacional        | 1,050        | 0.55         | n/a          | 0       | n/a     |
|                        | Movimiento Progresista Chimbotano                             | 1,016        | 0.53         | n/a          | 0       | n/a     |
|                        | Democrático Ancashino                                         | 529          | 0.28         | n/a          | 0       | n/a     |
|                        |                                                               |              |              |              |         |         |
| Total                  | Total                                                         | 191,873      |              |              | 21      | n/a     |
|                        |                                                               |              |              |              |         |         |
| Votos válidos          | Votos válidos                                                 | 191,873      | 63.50        | n/a          |         |         |
| Votos en blanco        | Votos en blanco                                               | 35,968       | 11.90        | n/a          |         |         |
| Votos nulos            | Votos nulos                                                   | 74,338       | 24.60        | n/a          |         |         |
| Votos emitidos         | Votos emitidos                                                | 302,179      | n/d          | n/a          |         |         |
| Abstenciones           | Abstenciones                                                  | n/d          | n/d          | n/a          |         |         |
| Votantes registrados   | Votantes registrados                                          | n/d          |              |              |         |         |
|                        |                                                               |              |              |              |         |         |
| Fuente:                |                                                               |              |              |              |         |         |

#### Ayacucho
| Partidos y coaliciones | Partidos y coaliciones                                    | Voto popular | Voto popular | Voto popular | Escaños | Escaños |
| Partidos y coaliciones | Partidos y coaliciones                                    | Votos        | %            | ±pp          | Total   | +/−     |
| ---------------------- | --------------------------------------------------------- | ------------ | ------------ | ------------ | ------- | ------- |
|                        | Izquierda Unida (IU)                                      | 16,315       | 26.83        | n/a          | 4       | n/a     |
|                        | Frente Democrático (Movimiento Libertad–PPC–AP-MBH)       | 15,990       | 26.30        | n/a          | 4       | n/a     |
|                        | Partido Aprista Peruano (APRA)                            | 13,379       | 22.00        | n/a          | 3       | n/a     |
|                        | Frente Popular Agrícola del Perú (Frepap)                 | 6,333        | 10.41        | n/a          | 1       | n/a     |
|                        | Unión Cívica Independiente                                | 4,904        | 8.06         | n/a          | 1       | n/a     |
|                        | Frente Nacional de Trabajadores y Campesinos (Frenatraca) | 3,890        | 6.40         | n/a          | 1       | n/a     |
|                        |                                                           |              |              |              |         |         |
| Total                  | Total                                                     | 60,811       |              |              | 14      | n/a     |
|                        |                                                           |              |              |              |         |         |
| Votos válidos          | Votos válidos                                             | 60,811       | 49.33        | n/a          |         |         |
| Votos en blanco        | Votos en blanco                                           | 25,634       | 20.79        | n/a          |         |         |
| Votos nulos            | Votos nulos                                               | 36,832       | 29.88        | n/a          |         |         |
| Votos emitidos         | Votos emitidos                                            | 123,277      | n/d          | n/a          |         |         |
| Abstenciones           | Abstenciones                                              | n/d          | n/d          | n/a          |         |         |
| Votantes registrados   | Votantes registrados                                      | n/d          |              |              |         |         |
|                        |                                                           |              |              |              |         |         |
| Fuente:                |                                                           |              |              |              |         |         |

#### Cajamarca
| Partidos y coaliciones | Partidos y coaliciones                          | Voto popular | Voto popular | Voto popular | Escaños | Escaños |
| Partidos y coaliciones | Partidos y coaliciones                          | Votos        | %            | ±pp          | Total   | +/−     |
| ---------------------- | ----------------------------------------------- | ------------ | ------------ | ------------ | ------- | ------- |
|                        | Partido Aprista Peruano (APRA)                  | 73,536       | 45.27        | n/a          | 5       | n/a     |
|                        | Frente Democrático (Movimiento Libertad–PPC–AP) | 36,791       | 22.65        | n/a          | 2       | n/a     |
|                        | Izquierda Unida (IU)                            | 20,518       | 12.63        | n/a          | 1       | n/a     |
|                        | Frente de Desarrollo Regional                   | 18,749       | 11.54        | n/a          | 0       | n/a     |
|                        | Acuerdo Popular                                 | 5,329        | 3.28         | n/a          | 0       | n/a     |
|                        | Frente Popular Agrícola del Perú (Frepap)       | 3,780        | 2.33         | n/a          | 0       | n/a     |
|                        | Unión Cívica Independiente                      | 3,735        | 2.30         | n/a          | 0       | n/a     |
|                        |                                                 |              |              |              |         |         |
| Total                  | Total                                           | 162,438      |              |              | 8       | n/a     |
|                        |                                                 |              |              |              |         |         |
| Votos válidos          | Votos válidos                                   | 162,438      | 59.10        | n/a          |         |         |
| Votos en blanco        | Votos en blanco                                 | 50,089       | 18.23        | n/a          |         |         |
| Votos nulos            | Votos nulos                                     | 62,305       | 22.67        | n/a          |         |         |
| Votos emitidos         | Votos emitidos                                  | 274,832      | n/d          | n/a          |         |         |
| Abstenciones           | Abstenciones                                    | n/d          | n/d          | n/a          |         |         |
| Votantes registrados   | Votantes registrados                            | n/d          |              |              |         |         |
|                        |                                                 |              |              |              |         |         |
| Fuente:                |                                                 |              |              |              |         |         |

#### Cusco
| Partidos y coaliciones | Partidos y coaliciones                                    | Voto popular | Voto popular | Voto popular | Escaños | Escaños |
| Partidos y coaliciones | Partidos y coaliciones                                    | Votos        | %            | ±pp          | Total   | +/−     |
| ---------------------- | --------------------------------------------------------- | ------------ | ------------ | ------------ | ------- | ------- |
|                        | Izquierda Unida (IU)                                      | 56,263       | 30.29        | n/a          | 3       | n/a     |
|                        | Partido Aprista Peruano (APRA)                            | 44,457       | 23.94        | n/a          | 3       | n/a     |
|                        | Frente Democrático (Movimiento Libertad–PPC–AP)           | 36,597       | 19.70        | n/a          | 2       | n/a     |
|                        | Izquierda Socialista (IS)                                 | 21,895       | 11.79        | n/a          | 1       | n/a     |
|                        | Frente Nacional de Trabajadores y Campesinos (Frenatraca) | 15,660       | 8.43         | n/a          | 1       | n/a     |
|                        | Frente Popular Agrícola del Perú (Frepap)                 | 4,871        | 2.62         | n/a          | 0       | n/a     |
|                        | Unión Cívica Independiente                                | 3,707        | 2.00         | n/a          | 0       | n/a     |
|                        | Unión Democrática                                         | 2,287        | 1.23         | n/a          | 0       | n/a     |
|                        |                                                           |              |              |              |         |         |
| Total                  | Total                                                     | 185,737      |              |              | 10      | n/a     |
|                        |                                                           |              |              |              |         |         |
| Votos válidos          | Votos válidos                                             | 185,737      | 60.60        | n/a          |         |         |
| Votos en blanco        | Votos en blanco                                           | 40,127       | 13.09        | n/a          |         |         |
| Votos nulos            | Votos nulos                                               | 80,628       | 26.31        | n/a          |         |         |
| Votos emitidos         | Votos emitidos                                            | 306,492      | n/d          | n/a          |         |         |
| Abstenciones           | Abstenciones                                              | n/d          | n/d          | n/a          |         |         |
| Votantes registrados   | Votantes registrados                                      | n/d          |              |              |         |         |
|                        |                                                           |              |              |              |         |         |
| Fuente:                |                                                           |              |              |              |         |         |

#### Huánuco
| Partidos y coaliciones | Partidos y coaliciones                                    | Voto popular | Voto popular | Voto popular | Escaños | Escaños |
| Partidos y coaliciones | Partidos y coaliciones                                    | Votos        | %            | ±pp          | Total   | +/−     |
| ---------------------- | --------------------------------------------------------- | ------------ | ------------ | ------------ | ------- | ------- |
|                        | Frente Democrático (Movimiento Libertad–PPC–AP)           | 20,091       | 28.94        | n/a          | 3       | n/a     |
|                        | Partido Aprista Peruano (APRA)                            | 16,274       | 23.45        | n/a          | 2       | n/a     |
|                        | Izquierda Socialista (IS)                                 | 9,821        | 14.15        | n/a          | 1       | n/a     |
|                        | Izquierda Unida (IU)                                      | 9,317        | 13.42        | n/a          | 1       | n/a     |
|                        | Movimiento de Integración para el Desarrollo de Huánuco   | 8,016        | 11.55        | n/a          | 1       | n/a     |
|                        | Frente Popular Agrícola del Perú (Frepap)                 | 3,863        | 5.57         | n/a          | 0       | n/a     |
|                        | Frente Nacional de Trabajadores y Campesinos (Frenatraca) | 2,031        | 2.93         | n/a          | 0       | n/a     |
|                        |                                                           |              |              |              |         |         |
| Total                  | Total                                                     | 69,413       |              |              | 8       | n/a     |
|                        |                                                           |              |              |              |         |         |
| Votos válidos          | Votos válidos                                             | 69,413       | 62.77        | n/a          |         |         |
| Votos en blanco        | Votos en blanco                                           | 14,899       | 13.47        | n/a          |         |         |
| Votos nulos            | Votos nulos                                               | 26,273       | 23.76        | n/a          |         |         |
| Votos emitidos         | Votos emitidos                                            | 110,585      | n/d          | n/a          |         |         |
| Abstenciones           | Abstenciones                                              | n/d          | n/d          | n/a          |         |         |
| Votantes registrados   | Votantes registrados                                      | n/d          |              |              |         |         |
|                        |                                                           |              |              |              |         |         |
| Fuente:                |                                                           |              |              |              |         |         |

#### Ica
| Partidos y coaliciones | Partidos y coaliciones                                    | Voto popular | Voto popular | Voto popular | Escaños | Escaños |
| Partidos y coaliciones | Partidos y coaliciones                                    | Votos        | %            | ±pp          | Total   | +/−     |
| ---------------------- | --------------------------------------------------------- | ------------ | ------------ | ------------ | ------- | ------- |
|                        | Frente Democrático (Movimiento Libertad–PPC–AP)           | 53,758       | 33.53        | n/a          | 4       | n/a     |
|                        | Partido Aprista Peruano (APRA)                            | 53,335       | 33.27        | n/a          | 4       | n/a     |
|                        | Izquierda Unida (IU)                                      | 30,406       | 18.97        | n/a          | 2       | n/a     |
|                        | Izquierda Socialista (IS)                                 | 12,759       | 7.96         | n/a          | 0       | n/a     |
|                        | Frente Nacional de Trabajadores y Campesinos (Frenatraca) | 4,337        | 2.71         | n/a          | 0       | n/a     |
|                        | Frente Popular Agrícola del Perú (Frepap)                 | 2,155        | 1.34         | n/a          | 0       | n/a     |
|                        | Frente Independiente de Renovación por el Cambio          | 1,793        | 1.12         | n/a          | 0       | n/a     |
|                        | Unión Democrática                                         | 1,772        | 1.11         | n/a          | 0       | n/a     |
|                        |                                                           |              |              |              |         |         |
| Total                  | Total                                                     | 160,315      |              |              | 10      | n/a     |
|                        |                                                           |              |              |              |         |         |
| Votos válidos          | Votos válidos                                             | 160,315      | 70.50        | n/a          |         |         |
| Votos en blanco        | Votos en blanco                                           | 20,701       | 9.10         | n/a          |         |         |
| Votos nulos            | Votos nulos                                               | 46,395       | 20.40        | n/a          |         |         |
| Votos emitidos         | Votos emitidos                                            | 227,411      | n/d          | n/a          |         |         |
| Abstenciones           | Abstenciones                                              | n/d          | n/d          | n/a          |         |         |
| Votantes registrados   | Votantes registrados                                      | n/d          |              |              |         |         |
|                        |                                                           |              |              |              |         |         |
| Fuente:                |                                                           |              |              |              |         |         |

#### Junín
| Partidos y coaliciones | Partidos y coaliciones                                        | Voto popular | Voto popular | Voto popular | Escaños | Escaños |
| Partidos y coaliciones | Partidos y coaliciones                                        | Votos        | %            | ±pp          | Total   | +/−     |
| ---------------------- | ------------------------------------------------------------- | ------------ | ------------ | ------------ | ------- | ------- |
|                        | Cambio 90 (C90)                                               | 62,603       | 38.26        | n/a          | 4       | n/a     |
|                        | Frente Democrático (Movimiento Libertad–PPC–AP)               | 43,775       | 26.75        | n/a          | 2       | n/a     |
|                        | Partido Aprista Peruano (APRA)                                | 15,478       | 9.46         | n/a          | 1       | n/a     |
|                        | Izquierda Unida (IU)                                          | 13,522       | 8.26         | n/a          | 0       | n/a     |
|                        | Izquierda Socialista (IS)                                     | 8,709        | 5.32         | n/a          | 0       | n/a     |
|                        | Frente Popular Agrícola del Perú (Frepap)                     | 5,708        | 3.49         | n/a          | 0       | n/a     |
|                        | Frente Nacional de Trabajadores y Campesinos (Frenatraca)     | 5,068        | 3.10         | n/a          | 0       | n/a     |
|                        | Avanzada Democrática de Integración                           | 4,312        | 2.64         | n/a          | 0       | n/a     |
|                        | Unión Cívica Independiente                                    | 3,290        | 2.01         | n/a          | 0       | n/a     |
|                        | Frente Independiente de Productores Agrarios                  | 594          | 0.36         | n/a          | 0       | n/a     |
|                        | Movimiento Social Independiente Defensores de la Nación Wanka | 583          | 0.36         | n/a          | 0       | n/a     |
|                        |                                                               |              |              |              |         |         |
| Total                  | Total                                                         | 163,642      |              |              | 7       | n/a     |
|                        |                                                               |              |              |              |         |         |
| Votos válidos          | Votos válidos                                                 | 163,642      | 67.56        | n/a          |         |         |
| Votos en blanco        | Votos en blanco                                               | 21,211       | 8.76         | n/a          |         |         |
| Votos nulos            | Votos nulos                                                   | 57,375       | 23.68        | n/a          |         |         |
| Votos emitidos         | Votos emitidos                                                | 242,228      | n/d          | n/a          |         |         |
| Abstenciones           | Abstenciones                                                  | n/d          | n/d          | n/a          |         |         |
| Votantes registrados   | Votantes registrados                                          | n/d          |              |              |         |         |
|                        |                                                               |              |              |              |         |         |
| Fuente:                |                                                               |              |              |              |         |         |

#### La Libertad
| Partidos y coaliciones | Partidos y coaliciones                                    | Voto popular | Voto popular | Voto popular | Escaños | Escaños |
| Partidos y coaliciones | Partidos y coaliciones                                    | Votos        | %            | ±pp          | Total   | +/−     |
| ---------------------- | --------------------------------------------------------- | ------------ | ------------ | ------------ | ------- | ------- |
|                        | Partido Aprista Peruano (APRA)                            | 209,399      | 61.47        | n/a          | 9       | n/a     |
|                        | Frente Democrático (Movimiento Libertad–PPC–AP)           | 59,581       | 17.49        | n/a          | 2       | n/a     |
|                        | Cambio 90 (C90)                                           | 25,309       | 7.43         | n/a          | 1       | n/a     |
|                        | Izquierda Unida (IU)                                      | 18,180       | 5.34         | n/a          | 0       | n/a     |
|                        | Izquierda Socialista (IS)                                 | 13,536       | 3.97         | n/a          | 0       | n/a     |
|                        | Frente Popular Agrícola del Perú (Frepap)                 | 3,601        | 1.06         | n/a          | 0       | n/a     |
|                        | Acción Cívica Magisterial                                 | 2,752        | 0.81         | n/a          | 0       | n/a     |
|                        | Unión Cívica Independiente                                | 2,725        | 0.80         | n/a          | 0       | n/a     |
|                        | Frente Nacional de Trabajadores y Campesinos (Frenatraca) | 2,649        | 0.78         | n/a          | 0       | n/a     |
|                        | Agrupación Política Independiente Cooperación Nacional    | 1,694        | 0.50         | n/a          | 0       | n/a     |
|                        | Movimiento de Independientes Peruano Andina Liberación    | 1,210        | 0.36         | n/a          | 0       | n/a     |
|                        |                                                           |              |              |              |         |         |
| Total                  | Total                                                     | 340,636      |              |              | 12      | n/a     |
|                        |                                                           |              |              |              |         |         |
| Votos válidos          | Votos válidos                                             | 340,636      | 74.47        | n/a          |         |         |
| Votos en blanco        | Votos en blanco                                           | 36,801       | 8.05         | n/a          |         |         |
| Votos nulos            | Votos nulos                                               | 79,976       | 17.48        | n/a          |         |         |
| Votos emitidos         | Votos emitidos                                            | 457,413      | n/d          | n/a          |         |         |
| Abstenciones           | Abstenciones                                              | n/d          | n/d          | n/a          |         |         |
| Votantes registrados   | Votantes registrados                                      | n/d          |              |              |         |         |
|                        |                                                           |              |              |              |         |         |
| Fuente:                |                                                           |              |              |              |         |         |

#### Lambayeque
| Partidos y coaliciones | Partidos y coaliciones                                    | Voto popular | Voto popular | Voto popular | Escaños | Escaños |
| Partidos y coaliciones | Partidos y coaliciones                                    | Votos        | %            | ±pp          | Total   | +/−     |
| ---------------------- | --------------------------------------------------------- | ------------ | ------------ | ------------ | ------- | ------- |
|                        | Partido Aprista Peruano (APRA)                            | 111,819      | 47.46        | n/a          | 7       | n/a     |
|                        | Frente Democrático (Movimiento Libertad–PPC–AP)           | 63,581       | 26.98        | n/a          | 3       | n/a     |
|                        | Cambio 90 (C90)                                           | 17,040       | 7.23         | n/a          | 1       | n/a     |
|                        | Izquierda Unida (IU)                                      | 16,635       | 7.06         | n/a          | 1       | n/a     |
|                        | Izquierda Socialista (IS)                                 | 14,048       | 5.96         | n/a          | 0       | n/a     |
|                        | Unión Cívica Independiente                                | 5,439        | 2.31         | n/a          | 0       | n/a     |
|                        | Frente Popular Agrícola del Perú (Frepap)                 | 2,219        | 0.94         | n/a          | 0       | n/a     |
|                        | Frente Nacional de Trabajadores y Campesinos (Frenatraca) | 1,946        | 0.83         | n/a          | 0       | n/a     |
|                        | Federación Pueblos Jóvenes de Lambayeque                  | 1,521        | 0.65         | n/a          | 0       | n/a     |
|                        | Agrupación Política Independiente Cooperación Nacional    | 1,377        | 0.58         | n/a          | 0       | n/a     |
|                        |                                                           |              |              |              |         |         |
| Total                  | Total                                                     | 235,625      |              |              | 12      | n/a     |
|                        |                                                           |              |              |              |         |         |
| Votos válidos          | Votos válidos                                             | 235,625      | 74.57        | n/a          |         |         |
| Votos en blanco        | Votos en blanco                                           | 20,441       | 6.47         | n/a          |         |         |
| Votos nulos            | Votos nulos                                               | 59,910       | 18.96        | n/a          |         |         |
| Votos emitidos         | Votos emitidos                                            | 315,976      | n/d          | n/a          |         |         |
| Abstenciones           | Abstenciones                                              | n/d          | n/d          | n/a          |         |         |
| Votantes registrados   | Votantes registrados                                      | n/d          |              |              |         |         |
|                        |                                                           |              |              |              |         |         |
| Fuente:                |                                                           |              |              |              |         |         |